# Bezirk Lebern
Der Bezirk Lebern im Kanton Solothurn besteht aus der Stadt Grenchen und ihrer Umgebung, dem westlichen, nördlichen und östlichen Teil der Umgebung der Stadt Solothurn und den ländlichen Gemeinden im Osten des Bezirks. Er gehört zur Amtei Solothurn-Lebern, Hauptort ist Grenchen.

## Wappen
In Rot goldener Pfahl, belegt mit zwei und einem halben schwarzen, geraden Sparren. Die Sparren symbolisieren den Gebirgszug des Jura.

## Geschichte
In der älteren Geschichte des südlichen Solothurner Kantonsteils (Gebiet am Jura-Südfuss) nimmt der „Leberberg“ eine Sonderstellung ein. Er war während der Zeit des Stammesherzogtums Burgund im Frühmittelalter zusammen mit der Region um Biel ein Einschnitt dieses Herzogtums ins Stammesherzogtum Alemannien. Zurückzuführen ist das auf die burgundische Einwanderung bis ungefähr Solothurn in dieses damals ansonsten alemannische Gebiet. Vor allem die Ortsnamen mit der Endung -ach deuten noch heute auf diese burgundischen Spuren hin.
Ab etwa 1400 bis zur Helvetischen Revolution im Jahre 1798 war Lebern – allerdings teils unter anderem Namen – eine Landvogtei des Kantons Solothurn. Von 1798 bis 1831 war Lebern Teil des damaligen Bezirks Biberist. Seit 1831 existiert Lebern als eigener Bezirk.

## Einwohnergemeinden
Stand: 1. Januar 2011
| Wappen                  | Name der Gemeinde       | Einwohner (31. Dezember 2023) | Fläche in km² | Einwohner pro km² |
| ----------------------- | ----------------------- | ----------------------------- | ------------- | ----------------- |
| Balm bei Günsberg       | Balm bei Günsberg       | 226                           | 5,47          | 41                |
| Bellach                 | Bellach                 | 5453                          | 5,29          | 1031              |
| Bettlach                | Bettlach                | 4978                          | 12,19         | 408               |
| Feldbrunnen-St. Niklaus | Feldbrunnen-St. Niklaus | 1027                          | 2,51          | 409               |
| Flumenthal              | Flumenthal              | 1043                          | 3,11          | 335               |
| Grenchen                | Grenchen                | 18'295                        | 26,03         | 703               |
| Günsberg                | Günsberg                | 1185                          | 5,26          | 225               |
| Hubersdorf              | Hubersdorf              | 717                           | 1,35          | 531               |
| Kammersrohr             | Kammersrohr             | 31                            | 0,95          | 33                |
| Langendorf              | Langendorf              | 3858                          | 1,95          | 1978              |
| Lommiswil               | Lommiswil               | 1630                          | 5,76          | 283               |
| Oberdorf SO             | Oberdorf (SO)           | 1859                          | 11,91         | 156               |
| Riedholz                | Riedholz                | 2313                          | 7,15          | 323               |
| Rüttenen                | Rüttenen                | 1541                          | 8,77          | 176               |
| Selzach                 | Selzach                 | 3682                          | 19,47         | 189               |
| Total (15)              | Total (15)              | 47'838                        | 117,17        | 408               |

## Einteilung
Der Bezirk wird heute in der Regel in drei Bereiche unterteilt:
- in den Oberleberberg mit den Gemeinden Grenchen, Bettlach (diese zwei gehören zur Agglomeration Grenchen) und Selzach

- in den mittleren Leberberg mit den Gemeinden Bellach, Lommiswil, Langendorf, Oberdorf und Rüttenen.

- und in den Unterleberberg mit den ländlichen Gemeinden Feldbrunnen-St. Niklaus, der Ostteil der Gemeinde Rüttenen, Balm bei Günsberg, Riedholz, Hubersdorf (diese fünf gehören noch zur Agglomeration Solothurn), Flumenthal, Kammersrohr, Günsberg und Niederwil

## Veränderungen im Gemeindebestand

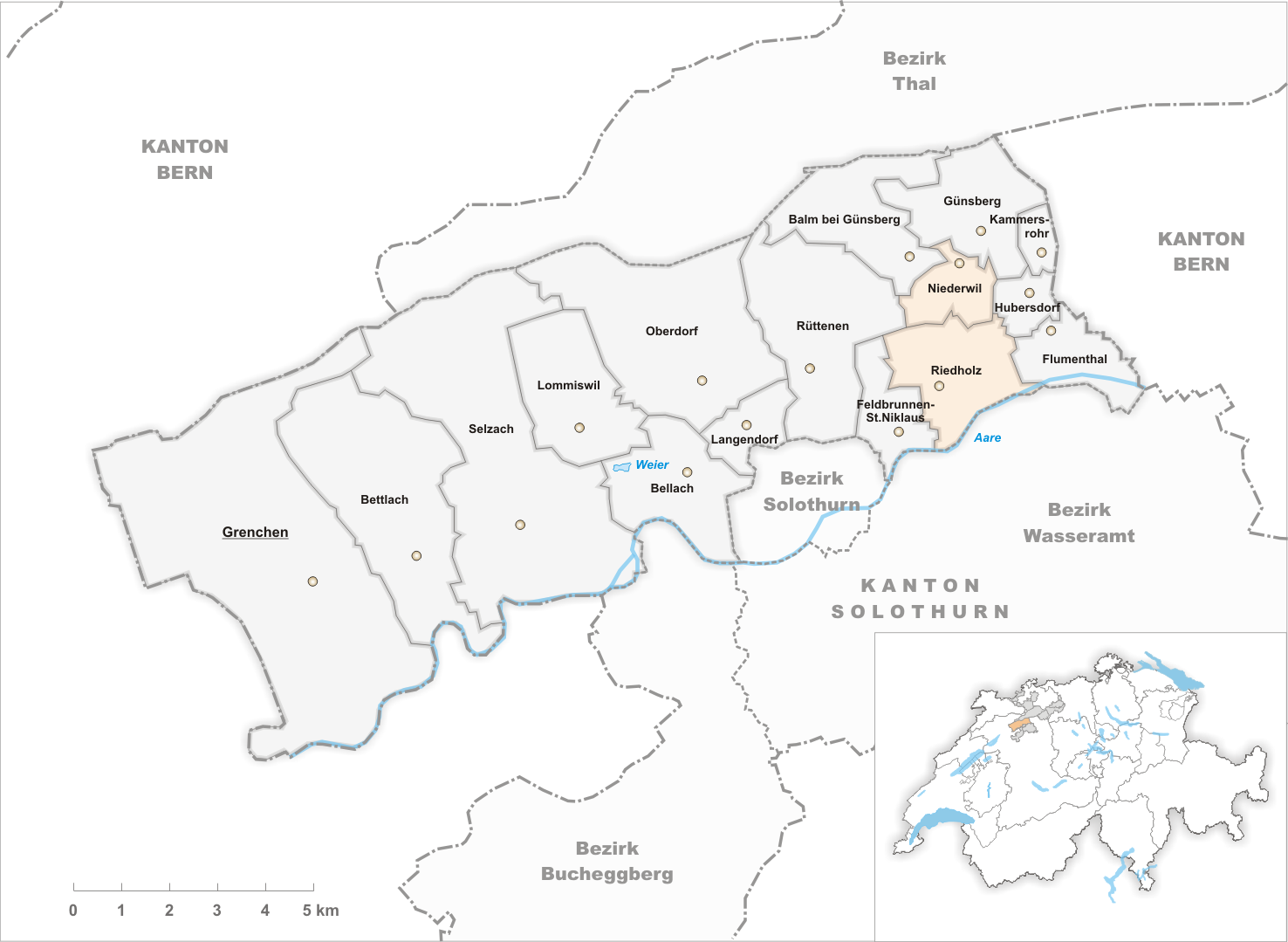
Gemeinden bis 2010

- 2011: Fusion Niederwil und Riedholz → Riedholz